# Charles-Joseph-Georges Bertschi
Charles-Joseph-Georges Bertschi, francoski general, * 25. oktober 1880, † 5. april 1951.